# Комано Юїті
Юїті Комано (яп. 駒野 友一, нар. 25 липня 1981, Кайнан) — японський футболіст, захисник клубу «Джубіло Івата».
Виступав за клуби «Санфрече Хіросіма» та «Джубіло Івата», а також національну збірну Японії.

## Клубна кар'єра
Народився 25 липня 1981 року в місті Кайнан. Вихованець футбольної школи клубу «Санфречче Хіросіма». Дорослу футбольну кар'єру розпочав 2000 року в основній команді того ж клубу, в якій провів сім сезонів, взявши участь у 191 матчі чемпіонату. Більшість часу, проведеного у складі «Санфречче Хіросіма», був основним гравцем захисту команди.
До складу клубу «Джубіло Івата» приєднався на початку 2008 року. Наразі встиг відіграти за команду з Івати 193 матчі в національному чемпіонаті.

## Виступи за збірну
2004 року захищав кольори олімпійської збірної Японії, був учасником футбольного турніру на Олімпійських іграх 2004 року в Афінах. У складі цієї команди провів 2 матчі, а збірна не змогла подолати груповий етап.
3 серпня 2005 року дебютував в офіційних матчах у складі національної збірної Японії в грі зі збірною Китаю.
У складі збірної був учасником чемпіонату світу 2006 року у Німеччині, кубка Азії з футболу 2007 року у чотирьох країнах відразу, чемпіонату світу 2010 року у ПАР. На чемпіонаті світу 2010 року в матчі 1/8 фіналу проти збірною Парагваю, Комано став єдиним футболістом з обох команд, який не реалізував післяматчевий пенальті, внаслідок чого Японія покинула турнір.
Наразі провів у формі головної команди країни 78 матчів, забивши 1 гол.

## Статистика
Статистика виступів у національній збірній.
| Збірна Японії | Збірна Японії | Збірна Японії |
| Роки          | Ігри          | голи          |
| ------------- | ------------- | ------------- |
| 2005          | 5             | 0             |
| 2006          | 10            | 0             |
| 2007          | 12            | 0             |
| 2008          | 13            | 0             |
| 2009          | 9             | 0             |
| 2010          | 11            | 0             |
| 2011          | 7             | 1             |
| 2012          | 5             | 0             |
| 2013          | 6             | 0             |
| Усього        | 78            | 1             |

## Титули і досягнення
- Володар Кубка Джей-ліги (1):

«Джубіло Івата»: 2010
- Володар Кубка банку Суруга (1):

«Джубіло Івата»: 2011
Збірні
- Срібний призер Азійських ігор: 2002
- Переможець Кубка Східної Азії: 2013